# Gog et Magog
Pour les articles homonymes, voir Gog et Magog (Buber).

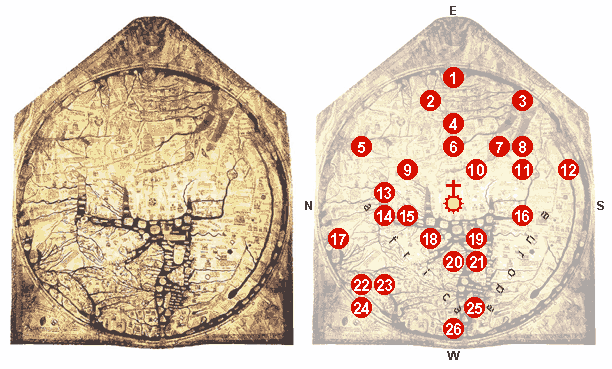
Carte du monde produite vers 1300, ayant Jérusalem comme centre. Le pays de Gog correspond au no 5.

Gog et Magog (en hébreu מגוג, en grec Μαγώγ) sont deux noms propres figurant dans le livre d'Ézéchiel, aux chapitres 38 et 39 : « Fils de l'homme, tourne ta face vers Gog, au pays de Magog » (38:1-2), « Voici, j'en veux à toi, Gog, prince de Rosch, de Méschec et de Tubal ! Je t'entraînerai, et je mettrai une boucle à tes mâchoires » (38:3), « J'enverrai le feu dans Magog » (39:6), « Je donnerai à Gog un lieu qui lui servira de sépulcre en Israël » (39:11). Gog est un nom de personne, Magog un nom de lieu. Ils apparaissent cinq fois dans la Bible et deux fois dans le Coran. L'origine du terme n'est pas claire, ce nom désigne soit une personne, soit une peuplade, soit une réalité géographique (pays ou ville), mais les noms semblent liés à une bataille contre les Juifs qui annoncera la venue du Messie[source insuffisante]. Dans le livre d'Ézéchiel, les peuplades païennes Magog vivent « au nord du Monde », et représentent métaphoriquement les forces du Mal, ce qui l'associe aux traditions apocalyptiques.
Selon un hadîth de l'islam, sur 1000 personnes, 999 seront de Gog et Magog et iront en Enfer après la mort, et 1 seule en sera sauvée. Cette personne ferait partie de la communauté musulmane.

## Étymologie
Gog et Magog ont la même racine : Gog serait le calque sémitique du roi lydien Gygès (akkadien : Gugu). La région concernée serait la Lydie, et Magog serait une dérivation par l’akkadien du « pays de Gygès » (mā(t) gugu). « Son ultime raison d’être n’est peut-être qu’une assonance voulue entre Gog et Magog … dans les légendes dont le roi lydien est devenu très tôt l’objet »[source insuffisante].
En arabe, Gog et Magog se dit Yajouj et Majouj. Yajouj viendrait du terme inhérent à plusieurs langues sémitiques, dont la langue arabe Ajij, qui signifie plusieurs choses à la fois, dont l'eau salée (l'eau de la mer ou de l'océan) et le feu, l'embrasement. Le terme Yajouj (Gog) signifierait « Ya qui embrase » (Ya est le développement de la lettre Ya qui est utilisé pour caractériser l'action de faire, et qui désigne toute chose vivante), et Majouj peut signifier deux choses, dont « Qui n'embrase pas » ou « Eau qui embrase ».

## Dans la Bible
Dans le livre de la Genèse et le premier livre des Chroniques, Magog désigne un des 7 fils de Japhet, fils de Noé et Gog un fils de la descendance de Joël.
Dans le livre d'Ézéchiel, Gog est prince de Magog, chef de Méshek et de Tubal. Il envahit Israël et affronte la colère de Dieu.

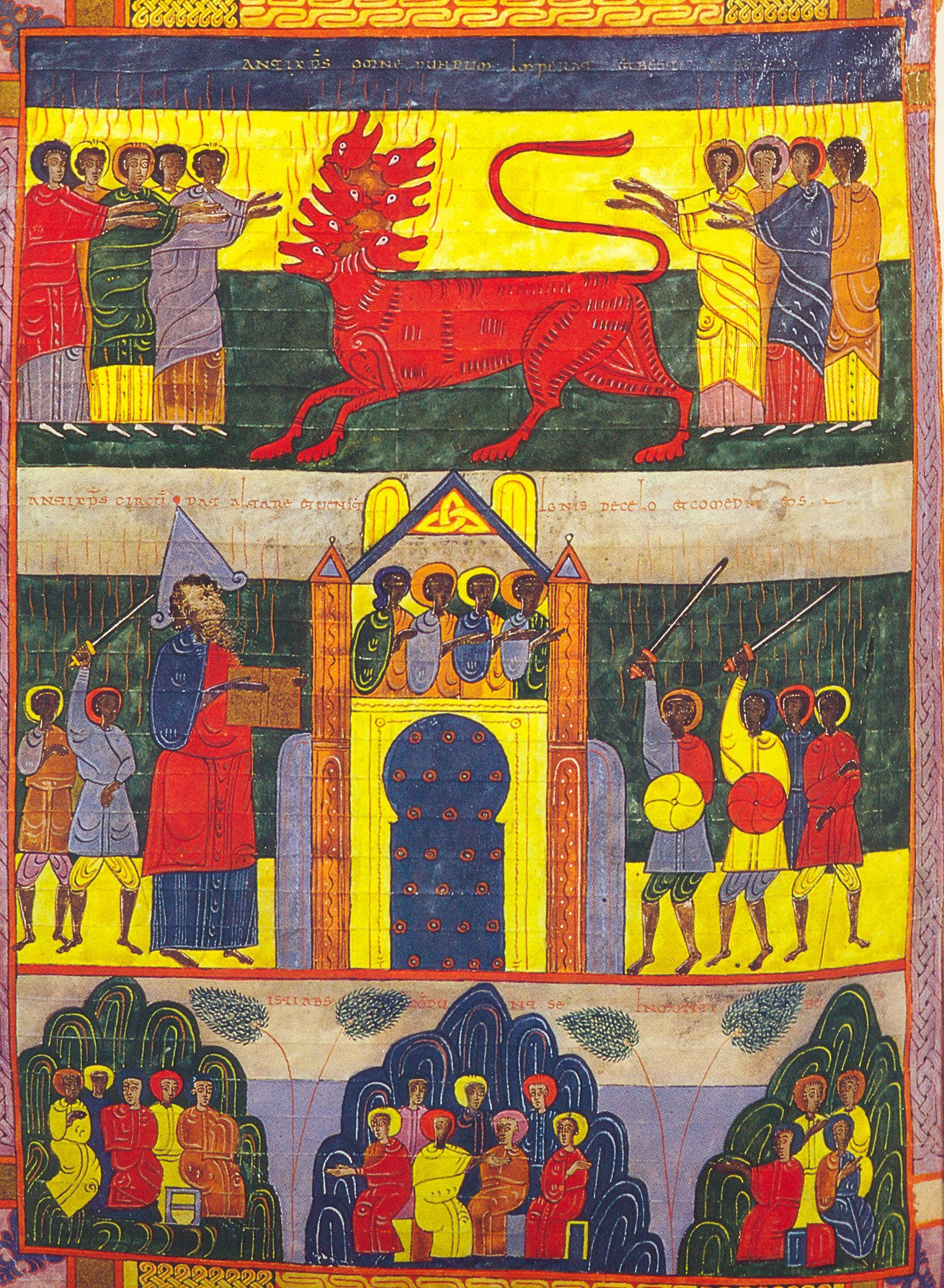
Page du Beatus de Facundus, manuscrit enluminé du XIe siècle, Gog et Magog apparaissent dans la tranche du milieu, à gauche du faux prophète (grand personnage tenant un livre).

Comme souvent, il a aussi un sens symbolique. Le général et historien juif Flavius Josèphe du Ier siècle en témoigne. Il désigne alors des peuples païens coalisés contre le Peuple de Dieu, ainsi qu’en témoigne le livre de l'Apocalypse . Dans ce cas, il se rapporte à la fin du monde et au combat cosmologique du bien et du mal. « Gog et Magog » (Gog et son pays) désigne alors ceux trompés par le mal.
On retrouve Gog et Magog dans l'Apocalypse de Jean : « Quand les mille ans seront accomplis, Satan sera relâché de sa prison. Et il sortira pour séduire les nations qui sont aux quatre coins de la terre, Gog et Magog, afin de les rassembler pour la guerre » (20:7).
Si l’on veut essayer de préciser l’aire géographique désignée, il faut remarquer 
1. que les fils de Japhet sont souvent associés avec l’Asie mineure ;
2. Gog, roi de Magog, est allié avec Bet-Togarma qui est caractérisé comme venant « de l’extrême Nord »[12] ;
3. un feu du ciel tombe « sur Magog et sur les habitants des îles »[13].
D’où une première hypothèse : l’Asie mineure.
Flavius Josèphe pense qu’il y avait un rapport avec les tribus scythes, barbares avides et guerriers possédant une importante cavalerie et habiles à l’arc et à l’épée, qui se trouvaient dans le N.-E. de l’Europe et de l’Asie centrale. À l’époque de cet auteur, les Scythes représentaient un archétype du fléau barbare[14].
4. Cependant, selon la Traduction œcuménique de la Bible[15], il faut se garder de toute identification géographique car le texte de l'Apocalypse précise que les peuples viennent des « quatre coins de la terre ».

## Une interprétation au sein du judaïsme
Selon le Malbim, la guerre évoquée au chapitre 38 du livre d'Ezéchiel sera précédée d'un affrontement entre le monde d'Édom, c'est-à-dire Rome et par extension l'Occident, et celui d'Ismaël, c'est-à-dire le monde islamique. Ces deux entités s'affronteront et chercheront à nuire au peuple juif, puis dans la phase finale de ce conflit, 70 nations viendront livrer la guerre à Jérusalem au Machia'h et tenteront de détruire le peuple juif.

## Référence dans l'islam
God et Magog sont aussi connus sous le nom de Yajouj et Majouj dans la religion islamique. Ce sont deux peuples apparaissant comme un signe apocalyptique. Ils sont cités aux versets 92-99 de la sourate 18 (Al-Kahf, « La caverne »), dans laquelle le récit de deux peuples venant du Nord et attaquant Israël à la fin des temps est repris. Dhû-l-Qarnayn, découvrant une terre dévastée par Gog et Magog, Yajouj et Majouj en arabe, construit une digue (radm) qui ne puisse être escaladée ou ébréchée. Néanmoins, il prédit que ce mur serait réduit en poussière à la fin des temps. Dans la sourate 21, le rôle de Gog et Magog est plus général. L'invasion par Gog et Magog est interprétée comme un des signes de la fin des temps.
Les commentateurs ont enrichi ce récit d'autres « renseignements empruntés à la littérature merveilleuse médiévale ». Ainsi, le pays de Gog et Magog serait quatre fois plus grand que celui des hommes et aurait une population incalculable. Les récits en font des humanoïdes étranges, hybrides… Selon Tabari, les hordes de Gog et Magog creusent la muraille tous les jours et Allah la répare toutes les nuits.
Ce rôle eschatologique de Gog et Magog peut être relié aux récits apocalyptiques judéo-chrétiens. Ce thème de Gog et Magog était particulièrement apprécié dans la littérature homilétique syriaque, comme chez Éphrem le Syrien. Celle-ci amalgame déjà les données bibliques à la figure d'Alexandre le Grand. Il est fort probable que ce récit reprenne un passage du Roman d'Alexandre du Pseudo-Callisthène. D'autres éléments non-coraniques du récit se retrouvent dans la Légende syriaque d'Alexandre (VIe siècle) ou dans l’Apocalypse du pseudo-Méthode (VIIe siècle). Ainsi, si le récit coranique est « tributaire de l'environnement judéo-chrétien de l'Arabie préislamique », il  est aussi le point d'origine de toute une mythologie liée au brassage entre les musulmans et les populations autochtones du premier empire musulman.

### Dans l’eschatologie islamique

#### Assimilation aux Turcs
À partir du VIIIe siècle, avec la menace grandissante que représentaient les Turcs à l’est, divers écrits d’auteurs musulmans assimilèrent les Turcs aux Gog et Magog décrits dans le Coran. Une vision apocalyptique se forma avançant que les Turcs et Gog et Magog étaient les descendants de Japhet fils de Noé. Une tradition rapportée d’al-Suddi (m.744), un prédicateur de Kûfa, dit que les Turcs constituaient la seule des 22 tribus de Gog et Magog qui a été laissée en dehors de la barrière, car ils étaient en plein raid lors de son édification par Dhû-l-Qarnayn.
Les auteurs médiévaux musulmans expliquent le nom des atrak (« Turcs » en arabe) en affirmant qu’ils se nomment ainsi car ce sont ceux qui ont été laissés (turiku) derrière la barrière. Comme le dit l'historien et géographe persan du Xe siècle Ibn al-Faqīh al-Hamaḏānī : « Gog et Magog formaient 24 tribus ; l’une d’elles faisait campagne, et c’était les Turcs ; Dhû-l-Qarnayn ferma la digue devant 23 tribus. Au dire de Muqātil ibn Sulaymān, si les Turcs furent appelés ainsi, c’est qu’ils furent laissés (turikū) derrière la muraille. »

### Localisation de Gog et Magog et de la barrière
La localisation de la barrière est alors essentielle pour les auteurs musulmans de l’époque médiévale. Certains la localisent à l’extrême nord dans les terres inhabitées du monde. D’autres, aux bouts des steppes, d’autres enfin à la frontière des Khazars (Transcaucasie).
Ibn khordadbeh rapporte qu’au temps du calife Al-Wāt̠iq (842-847), un homme du nom de Sallām al-Tard̲j̲umān (« l’interprète ») lui rapporta l’histoire de son voyage auprès de la barrière de Dhû-l-Qarnayn. Son voyage l’amena jusqu’à la partie occidentale de la muraille de Chine. Ce récit est repris dans les ouvrages d’Ibn Rusteh, Ibn al Faqih et al-Muqaddasi avec quelques variantes.
À partir du Xe siècle, la localisation de la barrière à l’extrême Nord prévaut. Gog et Magog sont alors identifiés aux populations finno-ougriennes. Al-Marwazi décrit ces peuples du nord comme agressifs et ignorants. Ibn Fadlan rapporte les propos recueillis chez les Bulgares de la Volga concernant un géant du peuple de Gog et Magog. Ce sont les Wîsû, peuple du nord de l’Europe, qui informent les Bulgares de l’existence de ce peuple « ils vivent nus et sont séparés de nous par la mer sur la rive de laquelle ils habitent. Ils s’accouplent comme des bêtes. »

## Extension à d'autres événements historiques
Ainsi, le couple « Gog et Magog » aurait-il dès son premier usage biblique un sens de fléau mythique et infernal. C’est ainsi, qu’on les associe par la suite, aux invasions barbares déferlant sur l’Europe.
Leurs représentations se retrouvent bientôt en Angleterre, où les géants « Gog et Magog » personnifient les « barbares » autochtones combattant Brutus, le premier roi légendaire des Bretons. Ils sont aujourd’hui considérés comme les gardiens mythiques de la Cité de Londres. Saint Ambroise affirme que Gog signifie Goth (Gog iste Gothus est). Isidore de Séville considérait les Gètes-Goths comme la progéniture de Gog et Magog.
À l'origine de l'expansion mongole au début du XIIIe siècle, Marco Polo identifie Gog et Magog à « Ung et Mugul », c'est-à-dire aux Kereits de Toghril / Ung khan et aux Mongols / Mugul de Gengis Khan, qui par sa victoire absorbera les premiers — les conquérants mongols étant alors, en Europe, à cause de leurs massacres, identifiés au mal absolu.
George W. Bush cite les noms de Gog et Magog à Jacques Chirac, « alors qu'il tentait de convaincre la France d'entrer en guerre à ses côtés en Irak », en 2003.

## Dans la chanson
Le groupe de rock progressif Genesis y fait référence dans sa chanson Supper's Ready. En live, le chanteur et leader Peter Gabriel portait le « costume de Magog ». 
Le rappeur Rockin Squat du groupe Assassin y fait référence dans le morceau Illuminazi 666 : « Magog est le nom de George Bush dans leur rites ». Peter Hammill (musicien de rock progressif, leader du groupe britannique Van der Graaf Generator) a créé les pièces musicales 'Gog' et 'Magog', toutes les deux figurant sur son 4e album solo In Camera.

### Sources
- O Odelain & R Seguineau, art. « Magog », Dictionnaire des noms propres de la Bible, Cerf, Paris, 1988  (ISBN 2-204-01163-0).
- David Noel Freedman & alii, art. « Magog », Anchor Bible Dictionary, vol. 4, Doubleday, 1992  (ISBN 0-385-19362-9).
- Collectif, art. « Magog » (E. Lipinsky), Dictionnaire encyclopédique de la Bible, Brepols, 1987  (ISBN 2-503-59002-0).
- Daniel de Smet, article « Dhu l-Quarnayn », in M. Ali Amir-Moezzi (dir.), Dictionnaire du Coran, éd. Robert Laffont, 2007, p. 218-221.